# Adriana Fernández
Adriana Fernández Miranda (Ciudad de México; 4 de abril de 1971. Fue la primera latinoamericana en ganar el Maratón de Nueva York (1999) y representó a México en tres Juegos Olímpicos: Atlanta 1996 (maratón), Sídney 2000 (maratón) y Atenas 2004 (10,000m). En el 2003, Adriana Fernández era poseedora simultánea de los récords mexicanos en las siguientes disciplinas: 5,000m, 10,000m, medio maratón y maratón. Fernández tiene además en su palmarés ser tricampeona en la prueba de cinco mil metros planos en Juegos Panamericanos, al ganar en las justas continentales de Mar del Plata 95, Winnipeg 99 y Santo Domingo 2003, además de la medalla de oro en los 10 mil metros en los Juegos Centroamericanos de 1998 en Maracaibo, Venezuela.

## Biografía
Empezó a correr en 1987, a los 15 años, motivada por su familia. Fernández fue entrenada profesionalmente por Rodolfo Gómez. Cursó la carrera de Derecho, la cual abandonó temporalmente por su carrera atlética, y retomó años después. Luego de su actividad como atleta en competencias internacionales, se dedica al entrenamiento de futuros corredores y corredoras.

## Carrera deportiva
Motivada por su propia familia, Adriana comenzó a correr en 1987 cuando tenía apenas15 años de edad. Bajo la tutela de su entrenador Rodolfo Gómez, Adriana obtuvo su primer triunfo internacional en 1993, cuando a sus 22 años obtuvo medalla de plata en los 3,000 metros en los XVII Juegos Centroamericanos y del Caribe celebrados en Ponce, Puerto Rico. Su segundo triunfo fue en los Juegos Panamericanos de 1995 disputados en Mar del Plata, Argentina en donde obtuvo la medalla de oro en los 5,000 metros.
Adriana hizo su debut en el Maratón de Houston en enero de 1996. A pesar de no tener mucha experiencia en carreras internacionales en esta distancia, Adriana terminó en un tiempo de 2:31:59 obteniendo el primer lugar. En verano de 1996 participó en sus primeros juegos olímpicos en Atlanta en donde obtuvo el lugar 51 en la prueba de maratón.
En 1997, Adriana regresó en gran forma y ganó el primer lugar en los cinco mil metros del McGill International en Montreal, Canadá con un tiempo de 15:23:80 imponiendo nuevo récord mexicano. En el mismo año, obtuvo el primer lugar en los 10,000m en Osaka, Japón con tiempo de 33:09:00 para después obtener el tercer lugar en el Maratón de la Ciudad de México con un tiempo de 2:42:32.
En 1998 obtuvo el primer lugar en los 10,000 en los Juegos Centroamericanos disputados en Maracaibo, Venezuela con un tiempo de 34:06:16. Corrió el maratón de Osaka quedando en la novenaposición con un tiempo de 2:31:38. En ese mismoañocompitióenlaprimeradesus5 participaciones en el Maratón de Londres logrando el séptimo sitio con un tiempo de 2:29:46 y para finalizar el año, participó en el Maratón de Nueva York obteniendo el segundo lugar con un tiempo de 2:26:33.
En su segunda participación en la prueba de Maratón de Londres (1999), obtuvo el segundo lugar con su mejor marca en un maratón con un tiempo de 2:24:06 el cual fue récord mexicano por más de 7 años. Más tarde participó en los Juegos Panamericanos de Winnipeg (1999) donde ganó la medalla de oro en la prueba de 5,000 metros con un tiempo de 15:56:57.
Una de sus victorias más importantes de su carrera se dio en noviembre de 1999 cuando ganó el primer lugar en el Maratón de Nueva York con un tiempo de 2:25:06. Su carrera fue recordada por las duras condiciones climáticas reinantes en ese día. Fue una jornada ventosa, el marco ideal para una atleta fuerte y potente como Adriana, con lo que pudo batir por más de dos minutos y medio a la keniata Catherine Ndereba quien llegó en segundo lugar.
Esa marca fue la segunda mejor en la rama femenina en la historia del Maratón de Nueva York además de que convertiría a Fernández en la primera corredora latinoamericana en ganar en Nueva York. Esta victoria hizo que apareciera en múltiples medios nacionales e internacionales así como ser invitada a abrir la sesión de la Bolsa de Valores de New York y ser entrevistada en el programa de David Letterman además de recibir las llaves de la ciudad de Nueva York de manos del entonces alcalde Rudolph Giuliani.
En el 2000, hizo su tercera participación en el Maratón de Londres en donde obtuvo el cuarto lugar con un tiempo de 2:25:42. En septiembre de ese mismo año, participó en sus segundos juegos olímpicos en Sídney, Australia en donde obtuvo el 16.º lugar en la prueba de maratón con un tiempo de 2:30:51.
Logró alcanzar la novena posición en su cuarta participación en la Maratón de Londres con un tiempo de 2:26:22 en el 2001. En agosto del 2002 tan solo 8 meses después de dar a luz a su hijo, Adriana Fernández venció a la 4 veces campeona Catherine Ndereba en la carrera de 10 km Beach to Beacon en el Cape Elizabeth, Maine. Este mismo año obtuvo el segundo lugar en el Maratón de Berlín con tiempo de 2:24:11.
Otro momento histórico en su carrera fue en el año 2003. En este año rompió los récords mexicanos en los 5,000m con un tiempo de 15:04:32 en el Adidas Oregón Track Classic en Portland, Oregón, además de en los 10,000m con un tiempo de 31:13:75 en el Cardinal Invitational, Stanford, California y en el medio maratón de Kioto, Japón en donde alcanzó su mejor marca en esta distancia con un tiempo de 1:09:28. En su quinta participación en el maratón de Londres (2003), obtuvo el 12.º lugar con un tiempo de 2:29:54. También en esa misma temporada ganó otras dos medallas de oro en los Juegos Panamericanos de Santo Domingo, Rep. Dominicana en donde se coronó en los 5,000m imponiendo nuevo récord panamericano con un tiempo de 15:30:65 y en los 10,000m con un tiempo de 33:16:05 y en el mes de noviembre obtuvo el octavo lugar en el Maratón de Nueva York con un tiempo de 2:32:09. Debido a sus grandes logros en el año 2003, Adriana recibió el Premio Nacional del Deporte de manos del presidente Ernesto Zedillo.
En el 2004, participó en sus terceros Juegos Olímpicos en Atenas, Grecia en la distancia de 10,000m en donde finalizó en el 23.º lugar con un tiempo de 32:29:57. Sus dos últimas victorias en la maratón se dieron en 2005 cuando obtuvo el primer lugar en el Maratón de Las Vegas con un tiempo de 2:31:54.
Participó en la Maratón de la Ciudad de México en el 2008 en donde obtuvo el segundo lugar con un tiempo de 2:41:45 y en el 2009 en donde como coronación de su brillante carrera deportiva ganó el primer lugar en la Maratón Internacional de Guadalajara con un tiempo de 2:35:55.
En 2020 fundó AF All Running con el objetivo de preparar a futuros corredoras y corredores mexicanos luego de retirarse de su actividad como atleta profesional en competencias internacionales

## Resultados en competencias por año
| Año                    | Competencia                                              | Lugar                  | Posición               | Evento                 | Notas                  |
| Representando a México | Representando a México                                   | Representando a México | Representando a México | Representando a México | Representando a México |
| ---------------------- | -------------------------------------------------------- | ---------------------- | ---------------------- | ---------------------- | ---------------------- |
| 1993                   | XIV Campeonato Centroamericano y del Caribe de Atletismo | Cali, Colombia         | 2.ª                    | 1 500 m                | 4 min 27 s 16          |

## Récords personales
- 1500 Metros - 4:15.96 - Xalapa - 13/06/2003
- 3000 Metros - 8:53.53 - Portland, O - 25/06/2000
- 5000 Metros - 15:04.32 - Gresham, O - 17/05/2003
- 10 000 Metros - 31:10.12 - Brunswick, ME - 01/07/2000
- 20 kilómetros - 1:06:57 - Berlín - 29/09/2002
- Medio maratón - 1:09:28 - Kyoto - 09/03/2003
- 30 kilómetros - 1:40:51 - Berlín - 29/09/2002
- Maratón - 2:24:06 - Londres - 18/04/1999[4]

## Premios y reconocimientos
- 1999 - Llaves de la ciudad de Nueva York
- 2003 - Premio Nacional de Deportes de México[5]

## Polémicas
En 2007 el exatleta Germán Silva denunció que Mariano Lara, entonces presidente de la Federación Mexicana de Atletismo, habría encubierto un presunto dopaje de Adriana Fernández. En ese año la Comisión Nacional del Deporte (Conade) la sancionó por dopaje, por lo que fue separada de la delegación mexicana a los Juegos Panamericanos de 2007. Su entrenador Rodolfo Gómez alegó en favor de Fernández que habría entonces una persecución en contra de Fernández por parte del entonces titular de la Conade, Carlos Hermosillo y anunció que demandaría por difamación y daño moral y económico a la Conade.